# IC 2179
IC 2179 ist eine Elliptische Galaxie vom Hubble-Typ E1 im Sternbild Camelopardalis am Nordsternhimmel. Sie ist schätzungsweise 198 Millionen Lichtjahre von der Milchstraße entfernt und hat einen Durchmesser von etwa 65.000 Lichtjahren. Gemeinsam mit NGC 2347 bildet sie das isolierte Galaxienpaar KPG 128 und zusammen sind sie Mitglieder der acht Galaxien zählenden NGC 2347-Gruppe (LGG 140).
Im selben Himmelsareal befinden sich u. a. die Galaxien NGC 2347.
Das Objekt wurde am 24. Februar 1894 vom französischen Astronomen Guillaume Bigourdan entdeckt.